# Apollonios Molon
Apollonios Molon (ibland bara kallad Molon) var en grekisk retoriker under första århundradet f.Kr, omkring år 70 f.Kr..
Han var från Alabanda, elev till Menecles och bosatte sig på Rhodos. Han besökte Rom vid två tillfällen som Rhodos ambassadör. Marcus Tullius Cicero (som besökte honom under sin resa till Grekland åren 79-77 f.Kr.) och Julius Caesar tog båda lektioner hos honom. Kanske är det tack vare Apollonius Molons arbete som Cicero och Caesar, särskilt Cicero, blev högt aktade talare i den romerska republiken. Han hade ett stjärnrykte inom de romerska domstolarna, och bjöds till och med in för att tala för den romerska senaten på grekiska, en ära som vanligtvis utländska ambassadörer fick. Han skrev om Homeros, och enligt Josefus attackerade han judarna häftigt.